# Дейнекін Валерій Дмитрович
Дейнекін Валерій Дмитрович (4 січня 1955, Кіровоград — 30 січня 2003, Кіровоград) — український актор, режисер-постановник, заслужений артист України (1998).

## Життєпис
Народився 4 січня 1955 року у місті Кіровоград.
1976-го року став директором студентського театру «Резонанс» у Кіровоградському педінституті.
1985-го заочно здобув театральну освіту в одному із найпрестижніших мистецьких навчальних закладів — Московському театральному училищі ім. Б. Щукіна при академічному театрі ім. Є. Вахтангова.
1989-го художній керівник театру, народний артист Михайло Барський запросив Валерія Дейнекіна до колективу театру ім. М. Кропивницького. Тут Валерій Дейнекін проявив себе не тільки як драматичний та комедійний актор, але ще як постановник вистав з характерним власним режисерським почерком. Не один рік був й художнім керівником колективу. За весь цей час на студентській та професійній сцені здійснив понад 50 постановок за творами класичних і сучасних авторів, а як актор вищої категорії зіграв майже півсотні гострохарактерних ролей. Свідоцтво його непересічного таланту — довге сценічне життя багатьох вистав.
У березні 1998 року Указом президента України Валерію Дейнекіну було присвоєно звання Заслужений артист України, а за його працю на педагогічній ниві — звання «Відмінник народної освіти України». Саме з його ім'ям пов'язувало керівництво педуніверситету плани відкриття на музично-педагогічному факультеті спеціалізованого театрального відділення.
Помер 30 січня 2003 року.

## Вистави
На сцені Кіровоградського обласного українського музично-драматичного театру ім. М. Л. Кропивницького поставив 26 вистав і провів безліч різноманітних вечорів, концертів, святкових програм. Найкращі з них:
- «Наталка Полтавка»
- «Дві сім'ї»
- «Мартин Боруля»
- «За двома зайцями»
- «Скарби капітана Флінта»
- «Кохання в стилі бароко»
- «Моя професія — сеньйор з вищого світу» та ін.

## Нагороди
- Заслужений артист України
- Відмінник освіти України